# I liga polska w piłce siatkowej mężczyzn (2013/2014)
I liga polska w piłce siatkowej mężczyzn 2013/2014 – 9. sezon rozgrywek siatkarskich organizowanych przez Polski Związek Piłki Siatkowej na drugim poziomie ligowym.

## System rozgrywek
Zmagania toczą się dwuetapowo:

### Etap I (dwurundowa faza zasadnicza)
Przeprowadzona w formule ligowej, systemem kołowym (tj. "każdy z każdym – mecz i rewanż"). Faza zasadnicza, klasyfikacja generalna – uwzględnia wyniki wszystkich rozegranych meczów, łącznie z meczami rozegranymi awansem. Punktacja: 3 pkt za wygraną 3:0 i 3:1, 2 pkt za wygraną 3:2, 1 pkt za porażkę 2:3, 0 pkt za przegraną 1:3 i 0:3.
Kolejność w tabeli po każdej kolejce rozgrywek (tabela) ustalana jest według liczby zdobytych punktów meczowych. W przypadku równej liczby punktów meczowych o wyższym miejscu w tabeli decyduje:
1. liczba wygranych meczów
2. lepszy (wyższy) stosunek setów zdobytych do straconych
3. lepszy (wyższy) stosunek małych punktów zdobytych do małych punktów straconych

Jeżeli mimo zastosowania powyższych reguł nadal nie można ustalić kolejności, o wyższej pozycji w tabeli decydują wyniki meczów rozegranych pomiędzy zainteresowanymi drużynami w danym sezonie.

### Etap II (faza play-off / play-out)
Przeprowadzona w systemem pucharowym. Do rundy play-off przystąpi 8 najlepszych drużyn po fazie zasadniczej. 4 najsłabsze drużyny rywalizować będą o utrzymanie (w rundzie play-out).
Runda play-off
Runda 1
(O miejsca 1-8) - O tytuł mistrza I ligi grają drużyny, które po zakończeniu fazy zasadniczej rozgrywek zajęły w tabeli miejsca od 1 do 8. Drużyny z miejsc 1-8; 2-7; 3-6; 4-5 utworzą pary meczowe, które zagrają o miejsca w 1/2 finału. Drużyny grają do trzech wygranych meczów ze zmianą gospodarza po dwóch meczach. Gospodarzami pierwszego terminu (terminy są dwudniowe - dwumeczowe) będą zespoły, które po fazie zasadniczej rozgrywek zajęły wyższe miejsce w tabeli (ewentualny piąty mecz zostaje rozegrany również na parkiecie drużyny, która zajęła wyższe miejsce po rundzie zasadniczej).
Runda 2
(O miejsca 1-4) - Zwycięzcy rywalizacji z rundy 1 zagrają w 1/2 finału o miejsca 1-4. W pierwszym półfinale zagrają zwycięzca rywalizacji 1-8 ze zwycięzcą rywalizacji 4-5. W drugim półfinale zagrają zwycięzca rywalizacji 2-7 ze zwycięzcą rywalizacji 3-6. Drużyny grają do trzech wygranych meczów ze zmianą gospodarza po dwóch meczach. Gospodarzami pierwszego terminu (terminy są dwudniowe - dwumeczowe) będą zespoły, które po fazie zasadniczej rozgrywek zajęły wyższe miejsce w tabeli (ewentualny piąty mecz zostaje rozegrany również na parkiecie drużyny, która zajęła wyższe miejsce po rundzie zasadniczej).
Runda 3
(O miejsca 3-4) - Przegrany 1 półfinału gra z przegranym 2 półfinału. Drużyny grają do trzech wygranych meczów ze zmianą gospodarza po dwóch meczach. Gospodarzami pierwszego terminu (terminy są dwudniowe - dwumeczowe) będą zespoły, które po fazie zasadniczej rozgrywek zajęły wyższe miejsce w tabeli (ewentualny piąty mecz zostaje rozegrany również na parkiecie drużyny, która zajęła wyższe miejsce po rundzie zasadniczej).
(O miejsca 1-2) - O tytuł mistrza I ligi. Zwycięzca 1. półfinału gra ze zwycięzcą 2. półfinału do trzech wygranych meczów ze zmianą gospodarza po dwóch meczach. Gospodarzami pierwszego terminu (terminy są dwudniowe - dwumeczowe) będą zespoły, które po fazie zasadniczej rozgrywek zajęły wyższe miejsce w tabeli (ewentualny piąty mecz zostaje rozegrany również na parkiecie drużyny, która zajęła wyższe miejsce po rundzie zasadniczej).
Runda play-out
Zespoły, które po zakończeniu rundy zasadniczej zajęły miejsca 9-12 zagrają o utrzymanie w I lidze. Drużyny z miejsc 9-12; 10-11 utworzą pary meczowe. Rywalizacja toczyć się będzie do trzech wygranych meczów ze zmianą gospodarza po dwóch rozegranych meczach. Gospodarzami pierwszego terminu (terminy są dwudniowe - dwumeczowe) będą zespoły, które po fazie zasadniczej rozgrywek zajęły wyższe miejsce w tabeli (ewentualny piąty mecz zostaje rozegrany również na parkiecie drużyny, która zajęła wyższe miejsce po rundzie zasadniczej). Zwycięzcy utrzymują się w lidze, natomiast przegrani spadają do II ligi.
O kolejności końcowej w przypadku odpadnięcia drużyn w tej samej rundzie i nie rozgrywania meczów o poszczególne miejsca decyduje kolejność po rundzie zasadniczej.

## Drużyny uczestniczące
| | Uczestnicy poprzedniej edycji |       |
| --- | ----------------------------- | ----- |
| LUB | Cuprum Lubin                  | 3     |
| OST | Energa Pekpol Ostrołęka       | 4     |
| WYS | KS Camper Wyszków             | 5     |
| BĘD | MKS Banimex Będzin            | 6     |
| SUW | Ślepsk Suwałki                | 7     |
| KĘT | UMKS Kęczanin Kęty            | 8     |
| SIE | KPS Siedlce                   | 9     |
| NYS | AZS PWSZ Stal Nysa            | 10    |
| | Awans z II ligi               |       |
| ŚWI | ASPS Avia Świdnik             | 1     |
| TKS | TKS Nascon Tychy              | 3     |
| KRA | AGH 100RK Kraków              | 4     |
| WRZ | Krispol Września              | [ a ] |
| Oznaczenia: - kolumna pierwsza – skróty nazw drużyn wpisane na mapie (jeśli ta została zamieszczona), - kolumna trzecia – miejsce zajęte przez daną drużynę w poprzednim sezonie. |                               |       |

## Hale sportowe
| Klub                    | Hala sportowa                        | Liczba miejsc |
| ----------------------- | ------------------------------------ | ------------- |
| Cuprum Lubin            | Hala SP nr 14                        | 800           |
| KPS Siedlce             | Hala OSiR                            | 600           |
| AZS PWSZ Stal Nysa      | Hala Sportowa AZS                    | 1100          |
| Ślepsk Suwałki          | Hala OSiR Suwałki                    | 460 (1100)    |
| MKS Banimex Będzin      | Hala Sportowa „Łagisza”              | 500           |
| Energa Pekpol Ostrołęka | Hala Sportowa im. Arkadiusza Gołasia | 1000          |
| UMKS Kęczanin Kęty      | Hala Sportowa OSiR                   | 200           |
| KS Camper Wyszków       | Hala Sportowa WOSiR                  | 600           |
| ASPS Avia Świdnik       | Hala Sportowa przy SP7               | 1000          |
| Krispol Września        | Hala Sportowa WOSR                   | 400           |
| TKS Nascon Tychy        | Hala widowiskowo-sportowa            | 1250          |
| AGH 100RK Kraków        | Hala Sportowa AGH Kraków             | 200           |

## Rozgrywki

### Faza zasadnicza

#### Tabela wyników
| Gospodarz \ Gość1       | BĘD | LUB | WYS | SUW | SIE | NYS | WRZ | OST | KRA | ŚWI | KĘT | TKS |
| ----------------------- | --- | --- | --- | --- | --- | --- | --- | --- | --- | --- | --- | --- |
| MKS Banimex Będzin      | -   | 3:2 | 3:2 | 3:0 | 3:1 | 3:0 | 3:0 | 3:0 | 3:1 | 3:0 | 3:0 | 3:1 |
| Cuprum Lubin            | 3:0 | -   | 2:3 | 3:1 | 0:3 | 3:0 | 3:0 | 3:0 | 3:0 | 3:0 | 3:1 | 3:0 |
| KS Camper Wyszków       | 3:1 | 2:3 | -   | 3:1 | 3:2 | 2:3 | 3:0 | 2:3 | 3:0 | 3:1 | 3:2 | 3:0 |
| Ślepsk Suwałki          | 0:3 | 3:0 | 2:3 | -   | 3:1 | 3:1 | 3:2 | 3:2 | 0:3 | 2:3 | 3:2 | 3:0 |
| KPS Siedlce             | 1:3 | 3:0 | 3:1 | 0:3 | -   | 0:3 | 2:3 | 3:0 | 3:0 | 3:1 | 3:1 | 2:3 |
| AZS PWSZ Stal Nysa      | 3:0 | 2:3 | 2:3 | 1:3 | 1:3 | -   | 3:2 | 2:3 | 3:2 | 3:0 | 0:3 | 3:1 |
| Krispol Września        | 0:3 | 3:2 | 3:1 | 0:3 | 3:2 | 1:3 | -   | 3:2 | 3:1 | 3:0 | 3:0 | 3:1 |
| Energa Pekpol Ostrołęka | 1:3 | 0:3 | 0:3 | 1:3 | 2:3 | 3:2 | 3:2 | -   | 2:3 | 2:3 | 2:3 | 3:1 |
| AGH 100RK Kraków        | 0:3 | 1:3 | 0:3 | 1:3 | 0:3 | 3:0 | 3:2 | 0:3 | -   | 3:2 | 3:2 | 1:3 |
| ASPS Avia Świdnik       | 3:2 | 3:2 | 3:2 | 0:3 | 3:1 | 0:3 | 1:3 | 2:3 | 0:3 | -   | 0:3 | 3:1 |
| UMKS Kęczanin Kęty      | 0:3 | 0:3 | 3:2 | 2:3 | 2:3 | 0:3 | 2:3 | 3:0 | 1:3 | 1:3 | -   | 2:3 |
| TKS Nascon Tychy        | 0:3 | 2:3 | 0:3 | 3:1 | 3:2 | 0:3 | 2:3 | 0:3 | 1:3 | 0:3 | 0:3 | -   |

Źródło: wyniki.siatka.org
1 Drużyna gospodarzy jest wymieniona po lewej stronie tabeli.
Kolory:
  zwycięstwo gospodarzy 3:0 lub 3:1
  zwycięstwo gospodarzy 3:2
  zwycięstwo gości 3:0 lub 3:1
  zwycięstwo gości 3:2

#### Wyniki spotkań
| 05.10.2013 | AGH 100RK AZS Kraków | 1:3 | Cuprum Lubin     | 25:22, 21:25, 22:25, 24:26        |
| 05.10.2013 | TKS Tychy            | 0:3 | Pekpol Ostrołęka | 20:25, 18:25, 21:25               |
| 05.10.2013 | Krispol Września     | 3:1 | Camper Wyszków   | 25:22, 25:19, 22:25, 25:20        |
| 05.10.2013 | Avia Świdnik         | 3:2 | MKS Będzin       | 25:17, 18:25, 25:20, 14:25, 15:12 |
| 05.10.2013 | Stal Nysa            | 1:3 | Ślepsk Suwałki   | 25:22, 23:25, 22:25, 23:25        |
| 04.10.2013 | KPS Siedlce          | 3:1 | Kęczanin Kęty    | 25:14, 21:25, 25:21, 25:22        |

| 12.10.2013 | KPS Siedlce      | 3:0 | AGH 100RK AZS Kraków | 25:22, 25:17, 25:15               |
| 12.10.2013 | Kęczanin Kęty    | 0:3 | Stal Nysa            | 20:25, 23:25, 19:25               |
| 12.10.2013 | Ślepsk Suwałki   | 2:3 | Avia Świdnik         | 19:25, 25:20, 25:21, 21:25, 13:15 |
| 12.10.2013 | MKS Będzin       | 3:0 | Krispol Września     | 25:19, 25:18, 25:18               |
| 12.10.2013 | Camper Wyszków   | 3:0 | TKS Tychy            | 25:21, 25:21, 25:23               |
| 12.10.2013 | Pekpol Ostrołęka | 0:3 | Cuprum Lubin         | 16:25, 17:25, 24:26               |

| 16.10.2013 | AGH 100RK AZS Kraków | 0:3 | Pekpol Ostrołęka | 21:25, 25:27, 20:25               |
| 16.10.2013 | Cuprum Lubin         | 2:3 | Camper Wyszków   | 28:30, 26:24, 21:25, 25:21, 11:15 |
| 16.10.2013 | TKS Tychy            | 0:3 | MKS Będzin       | 22:25, 25:27, 17:25               |
| 23.10.2013 | Krispol Września     | 0:3 | Ślepsk Suwałki   | 21:25, 22:25, 23:25               |
| 16.10.2013 | Avia Świdnik         | 0:3 | Kęczanin Kęty    | 19:25, 19:25, 27:29               |
| 16.10.2013 | Stal Nysa            | 1:3 | KPS Siedlce      | 25:23, 19:25, 26:28, 23:25        |

| 19.10.2013 | Stal Nysa      | 3:2 | AGH 100RK AZS Kraków | 26:24, 16:25, 25:21, 23:25, 15:13 |
| 19.10.2013 | KPS Siedlce    | 3:1 | Avia Świdnik         | 25:16, 15:25, 25:17, 25:21        |
| 19.10.2013 | Kęczanin Kęty  | 2:3 | Krispol Września     | 25:20, 20:25, 19:25, 25:21, 13:15 |
| 19.10.2013 | Ślepsk Suwałki | 3:0 | TKS Tychy            | 25:21, 25:21, 26:24               |
| 19.10.2013 | MKS Będzin     | 3:2 | Cuprum Lubin         | 25:19, 20:25, 20:25, 25:12, 15:13 |
| 19.10.2013 | Camper Wyszków | 2:3 | Pekpol Ostrołęka     | 25:17, 23:25, 22:25, 25:22, 8:15  |

| 26.10.2013 | AGH 100RK AZS Kraków | 0:3 | Camper Wyszków | 23:25, 22:25, 20:25               |
| 26.10.2013 | Pekpol Ostrołęka     | 1:3 | MKS Będzin     | 32:34, 26:28, 25:17, 16:25        |
| 26.10.2013 | Cuprum Lubin         | 3:1 | Ślepsk Suwałki | 21:25, 25:23, 25:17, 25:20        |
| 26.10.2013 | TKS Tychy            | 0:3 | Kęczanin Kęty  | 22:25, 25:27, 22:25               |
| 26.10.2013 | Krispol Września     | 3:2 | KPS Siedlce    | 23:25, 25:23, 25:19, 23:25, 15:12 |
| 26.10.2013 | Avia Świdnik         | 0:3 | Stal Nysa      | 19:25, 21:25, 23:25               |

| 06.11.2013 | Avia Świdnik   | 0:3 | AGH 100RK AZS Kraków | 17:25, 19:25, 24:26               |
| 06.11.2013 | Stal Nysa      | 3:2 | Krispol Września     | 17:25, 25:21, 25:23, 25:27, 15:12 |
| 06.11.2013 | KPS Siedlce    | 2:3 | TKS Tychy            | 22:25, 25:23, 25:27, 25:20, 11:15 |
| 06.11.2013 | Kęczanin Kęty  | 0:3 | Cuprum Lubin         | 24:26, 16:25, 21:25               |
| 06.11.2013 | Ślepsk Suwałki | 3:2 | Pekpol Ostrołęka     | 22:25, 25:23, 25:27, 25:20, 11:15 |
| 06.11.2013 | MKS Będzin     | 3:2 | Camper Wyszków       | 25:18, 25:20, 13:25, 23:25, 15:12 |

| 09.11.2013 | AGH 100RK AZS Kraków | 0:3 | MKS Będzin     | 16:25, 23:25, 19:25               |
| 09.11.2013 | Camper Wyszków       | 3:1 | Ślepsk Suwałki | 23:25, 25:18, 25:20, 25:22        |
| 09.11.2013 | Pekpol Ostrołęka     | 2:3 | Kęczanin Kęty  | 25:15, 26:24, 23:25, 20:25, 11:15 |
| 09.11.2013 | Cuprum Lubin         | 0:3 | KPS Siedlce    | 22:25, 19:25, 23:25               |
| 09.11.2013 | TKS Tychy            | 0:3 | Stal Nysa      | 16:25, 21:25, 22:25               |
| 09.11.2013 | Krispol Września     | 3:0 | Avia Świdnik   | 25:20, 25:22, 25:20               |

| 16.11.2013 | Krispol Września | 3:1 | AGH 100RK AZS Kraków | 25:16, 21:25, 25:22, 25:20        |
| 16.11.2013 | Avia Świdnik     | 3:1 | TKS Tychy            | 19:25, 25:18, 25:22, 25:22        |
| 16.11.2013 | Stal Nysa        | 2:3 | Cuprum Lubin         | 25:23, 13:25, 13:25, 25:23, 10:15 |
| 15.11.2013 | KPS Siedlce      | 3:0 | Pekpol Ostrołęka     | 25:21, 25:17, 25:14               |
| 14.11.2013 | Kęczanin Kęty    | 3:2 | Camper Wyszków       | 30:32, 19:25, 25:22, 25:20, 15:13 |
| 16.11.2013 | Ślepsk Suwałki   | 0:3 | MKS Będzin           | 21:25, 25:27, 24:26               |

| 23.11.2013 | AGH 100RK AZS Kraków | 1:3 | Ślepsk Suwałki   | 22:25, 25:23, 23:25, 15:25        |
| 23.11.2013 | MKS Będzin           | 3:0 | Kęczanin Kęty    | 29:27, 25:19, 30:28               |
| 23.11.2013 | Camper Wyszków       | 3:2 | KPS Siedlce      | 25:21, 24:26, 16:25, 25:18, 17:15 |
| 23.11.2013 | Pekpol Ostrołęka     | 3:2 | Stal Nysa        | 26:24, 17:25, 21:25, 25:18, 15:12 |
| 23.11.2013 | Cuprum Lubin         | 3:0 | Avia Świdnik     | 25:21, 25:20, 28:26               |
| 23.11.2013 | TKS Tychy            | 2:3 | Krispol Września | 22:25, 27:25, 25:23, 19:25, 7:15  |

| 30.11.2013 | TKS Tychy        | 1:3 | AGH 100RK AZS Kraków | 16:25, 25:22, 16:25, 21:25        |
| 30.11.2013 | Krispol Września | 3:2 | Cuprum Lubin         | 25:21, 25:22, 21:25, 20:25, 15:12 |
| 30.11.2013 | Avia Świdnik     | 2:3 | Pekpol Ostrołęka     | 25:18, 25:16, 20:25, 10:25, 6:15  |
| 30.11.2013 | Stal Nysa        | 2:3 | Camper Wyszków       | 17:25, 25:20, 19:25, 25:22, 13:15 |
| 30.11.2013 | KPS Siedlce      | 1:3 | MKS Będzin           | 17:25, 24:26, 25:20, 23:25        |
| 30.11.2013 | Kęczanin Kęty    | 2:3 | Ślepsk Suwałki       | 23:25, 25:23, 19:25, 25:18, 14:16 |

| 07.12.2013 | AGH 100RK AZS Kraków | 3:2 | Kęczanin Kęty    | 25:27, 21:25, 25:20, 25:17, 15:10 |
| 07.12.2013 | Ślepsk Suwałki       | 3:1 | KPS Siedlce      | 25:19, 17:25, 25:21, 25:17        |
| 07.12.2013 | MKS Będzin           | 3:0 | Stal Nysa        | 25:23, 25:15, 25:16               |
| 07.12.2013 | Camper Wyszków       | 3:1 | Avia Świdnik     | 25:23, 22:25, 25:23, 25:13        |
| 07.12.2013 | Pekpol Ostrołęka     | 3:2 | Krispol Września | 25:23, 20:25, 25:21, 18:25, 15:13 |
| 07.12.2013 | Cuprum Lubin         | 3:0 | TKS Tychy        | 25:15, 25:15, 25:20               |

| 14.12.2013 | Cuprum Lubin     | 3:0 | AGH 100RK AZS Kraków | 25:16, 25:21, 25:19               |
| 13.12.2013 | Pekpol Ostrołęka | 3:1 | TKS Tychy            | 23:25, 27:25, 25:22, 25:22        |
| 14.12.2013 | Camper Wyszków   | 3:0 | Krispol Września     | 25:21, 25:15, 25:21               |
| 14.12.2013 | MKS Będzin       | 3:0 | Avia Świdnik         | 25:20, 25:20, 25:15               |
| 14.12.2013 | Ślepsk Suwałki   | 3:1 | Stal Nysa            | 27:25, 28:26, 20:25, 25:18        |
| 14.12.2013 | Kęczanin Kęty    | 2:3 | KPS Siedlce          | 27:25, 25:20, 20:25, 20:25, 12:15 |

| 18.12.2013 | AGH 100RK AZS Kraków | 0:3 | KPS Siedlce      | 23:25, 19:25, 18:25 |
| 18.12.2013 | Stal Nysa            | 0:3 | Kęczanin Kęty    | 22:25, 20:25, 22:25 |
| 18.12.2013 | Avia Świdnik         | 0:3 | Ślepsk Suwałki   | 23:25, 20:25, 14:25 |
| 18.12.2013 | Krispol Września     | 0:3 | MKS Będzin       | 21:25, 22:25, 13:25 |
| 18.12.2013 | TKS Tychy            | 0:3 | Camper Wyszków   | 19:25, 22:25, 17:25 |
| 18.12.2013 | Cuprum Lubin         | 3:0 | Pekpol Ostrołęka | 25:20, 28:26, 25:17 |

| 21.12.2013 | Pekpol Ostrołęka | 2:3 | AGH 100RK AZS Kraków | 23:25, 25:21, 26:28, 26:24, 8:15  |
| 21.12.2013 | Camper Wyszków   | 2:3 | Cuprum Lubin         | 25:18, 20:25, 18:25, 25:22, 14:16 |
| 21.12.2013 | MKS Będzin       | 3:1 | TKS Tychy            | 21:25, 25:20, 25:19, 34:32        |
| 21.12.2013 | Ślepsk Suwałki   | 3:2 | Krispol Września     | 21:25, 24:26, 25:22, 25:16, 15:7  |
| 21.12.2013 | Kęczanin Kęty    | 1:3 | Avia Świdnik         | 21:25, 25:18, 21:25, 18:25        |
| 21.12.2013 | KPS Siedlce      | 0:3 | Stal Nysa            | 23:25, 21:25, 22:25               |

| 04.01.2014 | AGH 100RK AZS Kraków | 3:0 | Stal Nysa      | 25:14, 25:17, 25:23        |
| 04.01.2014 | Avia Świdnik         | 3:1 | KPS Siedlce    | 18:25, 26:24, 25:23, 25:19 |
| 06.01.2014 | Krispol Września     | 3:0 | Kęczanin Kęty  | 25:21, 25:23, 25:22        |
| 04.01.2014 | TKS Tychy            | 3:1 | Ślepsk Suwałki | 25:27, 25:21, 25:22, 25:21 |
| 04.01.2014 | Cuprum Lubin         | 3:0 | MKS Będzin     | 25:21, 25:23, 25:11        |
| 04.01.2014 | Pekpol Ostrołęka     | 0:3 | Camper Wyszków | 24:26, 23:25, 21:25        |

| 11.01.2014 | Camper Wyszków | 3:0 | AGH 100RK AZS Kraków | 25:21, 25:18, 25:23               |
| 11.01.2014 | MKS Będzin     | 3:0 | Pekpol Ostrołęka     | 25:22, 25:19, 25:18               |
| 11.01.2014 | Ślepsk Suwałki | 3:0 | Cuprum Lubin         | 25:18, 25:15, 25:19               |
| 11.01.2014 | Kęczanin Kęty  | 2:3 | TKS Tychy            | 23:25, 25:17, 25:13, 23:25, 15:17 |
| 11.01.2014 | KPS Siedlce    | 2:3 | Krispol Września     | 25:17, 21:25, 25:21, 22:25, 17:19 |
| 11.01.2014 | Stal Nysa      | 3:0 | Avia Świdnik         | 25:15, 25:21, 25:22               |

| 18.01.2014 | AGH 100RK AZS Kraków | 3:2 | Avia Świdnik   | 25:22, 25:23, 15:25, 18:25, 15:12 |
| 18.01.2014 | Krispol Września     | 1:3 | Stal Nysa      | 19:25, 22:25, 31:29, 18:25        |
| 18.01.2014 | TKS Tychy            | 3:2 | KPS Siedlce    | 26:28, 25:16, 22:25, 25:20, 15:7  |
| 18.01.2014 | Cuprum Lubin         | 3:1 | Kęczanin Kęty  | 20:25, 25:18, 25:23, 25:20        |
| 18.01.2014 | Pekpol Ostrołęka     | 1:3 | Ślepsk Suwałki | 22:25, 18:25, 25:22, 19:25        |
| 18.01.2014 | Camper Wyszków       | 3:1 | MKS Będzin     | 25:23, 24:26, 25:21, 25:18        |

| 25.01.2014 | MKS Będzin     | 3:1 | AGH 100RK AZS Kraków | 25:14, 25:16, 29:31, 26:24        |
| 25.01.2014 | Ślepsk Suwałki | 2:3 | Camper Wyszków       | 33:31, 22:25, 25:18, 23:25, 13:15 |
| 25.01.2014 | Kęczanin Kęty  | 3:0 | Pekpol Ostrołęka     | 25:22, 25:23, 25:21               |
| 25.01.2014 | KPS Siedlce    | 3:0 | Cuprum Lubin         | 25:23, 25:22, 25:22               |
| 25.01.2014 | Stal Nysa      | 3:1 | TKS Tychy            | 25:17, 22:25, 25:20, 25:19        |
| 25.01.2014 | Avia Świdnik   | 1:3 | Krispol Września     | 21:25, 23:25, 25:21, 21:25        |

| 01.02.2014 | AGH 100RK AZS Kraków | 3:2 | Krispol Września | 25:12, 18:25, 22:25, 25:22, 15:12 |
| 02.02.2014 | TKS Tychy            | 0:3 | Avia Świdnik     | 18:25, 16:25, 20:25               |
| 01.02.2014 | Cuprum Lubin         | 3:0 | Stal Nysa        | 25:22, 26:24, 25:23               |
| 30.01.2014 | Pekpol Ostrołęka     | 2:3 | KPS Siedlce      | 19:25, 25:20, 18:25, 29:27, 14:16 |
| 01.02.2014 | Camper Wyszków       | 3:2 | Kęczanin Kęty    | 24:26, 30:28, 22:25, 27:25, 15:13 |
| 01.02.2014 | MKS Będzin           | 3:0 | Ślepsk Suwałki   | 25:21, 27:25, 25:19               |

| 05.02.2014 | Ślepsk Suwałki   | 0:3 | AGH 100RK AZS Kraków | 19:25, 19:25, 20:25               |
| 05.02.2014 | Kęczanin Kęty    | 0:3 | MKS Będzin           | 16:25, 18:25, 21:25               |
| 05.02.2014 | KPS Siedlce      | 3:1 | Camper Wyszków       | 27:25, 23:25, 25:15, 25:22        |
| 05.02.2014 | Stal Nysa        | 2:3 | Pekpol Ostrołęka     | 25:20, 16:25, 18:25, 25:23, 10:15 |
| 05.02.2014 | Avia Świdnik     | 3:2 | Cuprum Lubin         | 25:21, 23:25, 19:25, 29:27, 15:12 |
| 05.02.2014 | Krispol Września | 3:1 | TKS Tychy            | 25:21, 17:25, 25:23, 25:23        |

| 08.02.2014 | AGH 100RK AZS Kraków | 1:3 | TKS Tychy        | 25:16, 24:26, 20:25, 17:25        |
| 07.02.2014 | Cuprum Lubin         | 3:0 | Krispol Września | 25:22, 25:22, 25:18               |
| 09.02.2014 | Pekpol Ostrołęka     | 2:3 | Avia Świdnik     | 21:25, 20:25, 25:18, 25:15, 13:15 |
| 08.02.2014 | Camper Wyszków       | 2:3 | Stal Nysa        | 25:17, 23:25, 27:29, 25:21, 17:19 |
| 08.02.2014 | MKS Będzin           | 3:1 | KPS Siedlce      | 26:24, 25:14, 21:25, 25:16        |
| 08.02.2014 | Ślepsk Suwałki       | 3:2 | Kęczanin Kęty    | 17:25, 25:23, 25:20, 23:25, 15:12 |

| 23.02.2014 | Kęczanin Kęty    | 1:3 | AGH 100RK AZS Kraków | 25:19, 17:25, 20:25, 21:25        |
| 22.02.2014 | KPS Siedlce      | 0:3 | Ślepsk Suwałki       | 24:26, 13:25, 21:25               |
| 22.02.2014 | Stal Nysa        | 3:0 | MKS Będzin           | 25:19, 25:22, 25:23               |
| 22.02.2014 | Avia Świdnik     | 3:2 | Camper Wyszków       | 22:25, 25:16, 23:25, 25:18, 15:12 |
| 22.02.2014 | Krispol Września | 3:2 | Pekpol Ostrołęka     | 25:21, 23:25, 20:25, 25:21, 15:10 |
| 22.02.2014 | TKS Tychy        | 2:3 | Cuprum Lubin         | 22:25, 18:25, 25:21, 25:23, 11:15 |

#### Tabela
| Lp. | Drużyna                 | Pkt | Mecze | Mecze | Mecze | Rodzaj wyniku | Rodzaj wyniku | Rodzaj wyniku | Rodzaj wyniku | Rodzaj wyniku | Rodzaj wyniku | Sety | Sety | Sety  | Małe punkty | Małe punkty | Małe punkty |
| Lp. | Drużyna                 | Pkt | M     | W     | P     | 3:0           | 3:1           | 3:2           | 2:3           | 1:3           | 0:3           | wyg. | prz. | stos. | zdob.       | str.        | stos.       |
| --- | ----------------------- | --- | ----- | ----- | ----- | ------------- | ------------- | ------------- | ------------- | ------------- | ------------- | ---- | ---- | ----- | ----------- | ----------- | ----------- |
| 1   | MKS Banimex Będzin      | 53  | 22    | 18    | 4     | 11            | 5             | 2             | 1             | 1             | 2             | 57   | 21   | 2.71  | 1860        | 1653        | 1.13        |
| 2   | Cuprum Lubin            | 46  | 22    | 15    | 7     | 9             | 3             | 3             | 4             | 0             | 3             | 53   | 30   | 1.77  | 1902        | 1754        | 1.08        |
| 3   | KS Camper Wyszków       | 43  | 22    | 14    | 8     | 6             | 3             | 5             | 6             | 2             | 0             | 56   | 37   | 1.51  | 2109        | 2023        | 1.04        |
| 4   | Ślepsk Suwałki          | 40  | 22    | 14    | 8     | 5             | 5             | 4             | 2             | 3             | 3             | 49   | 37   | 1.32  | 1964        | 1898        | 1.03        |
| 5   | KPS Siedlce             | 36  | 22    | 11    | 11    | 5             | 4             | 2             | 5             | 4             | 2             | 47   | 41   | 1.15  | 1973        | 1925        | 1.02        |
| 6   | AZS PWSZ Stal Nysa      | 34  | 22    | 11    | 11    | 6             | 2             | 3             | 4             | 3             | 4             | 44   | 41   | 1.07  | 1878        | 1905        | 0.99        |
| 7   | Krispol Września        | 34  | 22    | 12    | 10    | 2             | 4             | 6             | 4             | 1             | 5             | 45   | 46   | 0.98  | 1975        | 2006        | 0.98        |
| 8   | Energa Pekpol Ostrołęka | 25  | 22    | 8     | 14    | 2             | 1             | 5             | 6             | 2             | 6             | 38   | 53   | 0.72  | 1952        | 2013        | 0.97        |
| 9   | AGH 100RK Kraków        | 24  | 22    | 9     | 13    | 3             | 2             | 4             | 1             | 5             | 7             | 34   | 49   | 0.69  | 1804        | 1864        | 0.97        |
| 10  | ASPS Avia Świdnik       | 24  | 22    | 9     | 13    | 1             | 3             | 5             | 2             | 3             | 8             | 34   | 52   | 0.65  | 1811        | 1917        | 0.94        |
| 11  | UMKS Kęczanin Kęty      | 23  | 22    | 6     | 16    | 4             | 0             | 2             | 7             | 4             | 5             | 36   | 52   | 0.69  | 1922        | 1998        | 0.96        |
| 12  | TKS Nascon Tychy        | 14  | 22    | 5     | 17    | 0             | 2             | 3             | 2             | 6             | 9             | 25   | 59   | 0.42  | 1785        | 1979        | 0.9         |

Źródło: http://wyniki.siatka.org/ligi-polskie/2013-2014/i-liga-m/runda-zasadnicza/all
Punktacja: 3:0 i 3:1 – 3 pkt; 3:2 – 2 pkt; 2:3 – 1 pkt; 1:3 i 0:3 – 0 pkt
Zasady ustalania kolejności: 1. liczba punktów; 2. stosunek setów; 3. stosunek małych punktów; 4. bilans w bezpośrednich meczach
     faza play-off
     faza play-out

### Play-off
(do 3 zwycięstw)
| Data       | Drużyna 1          | Wynik | Drużyna 2          | Sety                              |
| ---------- | ------------------ | ----- | ------------------ | --------------------------------- |
| 08.03.2014 | MKS Banimex Będzin | 3:0   | Pekpol Ostrołęka   | 25:19, 25:16, 25:17               |
| 09.03.2014 | MKS Banimex Będzin | 3:0   | Pekpol Ostrołęka   | 25:17, 25:21, 25:17               |
| 15.03.2014 | Pekpol Ostrołęka   | 1:3   | MKS Banimex Będzin | 25:19, 24:26, 21:25, 20:25        |
|            |                    |       |                    |                                   |
| 08.03.2014 | MKS Cuprum Lubin   | 3:1   | Krispol Września   | 23:25, 25:18, 25:20, 25:22        |
| 09.03.2014 | MKS Cuprum Lubin   | 3:0   | Krispol Września   | 30:28, 25:12, 25:18               |
| 15.03.2014 | Krispol Września   | 3:2   | MKS Cuprum Lubin   | 27:29, 25:19, 25:17, 23:25, 15:8  |
| 16.03.2014 | Krispol Września   | 3:0   | MKS Cuprum Lubin   | 30:28, 25:16, 25:21               |
| 19.03.2014 | MKS Cuprum Lubin   | 3:0   | Krispol Września   | 25:22, 25:19, 25:18               |
|            |                    |       |                    |                                   |
| 08.03.2014 | Camper Wyszków     | 3:1   | Stal Nysa          | 25:21, 21:25, 25:21, 25:12        |
| 09.03.2014 | Camper Wyszków     | 3:0   | Stal Nysa          | 25:16, 28:26, 25:21               |
| 16.03.2014 | Stal Nysa          | 2:3   | Camper Wyszków     | 17:25, 25:21, 19:25, 25:21, 7:15  |
|            |                    |       |                    |                                   |
| 08.03.2014 | Ślepsk Suwałki     | 3:2   | KPS Siedlce        | 20:25, 28:26, 22:25, 26:24, 9:15  |
| 09.03.2014 | Ślepsk Suwałki     | 3:0   | KPS Siedlce        | 19:25, 34:36, 22:25               |
| 15.03.2014 | KPS Siedlce        | 2:3   | Ślepsk Suwałki     | 23:25, 25:13, 25:23, 20:25, 15:13 |

#### Półfinały
(do 3 zwycięstw)
| Data       | Drużyna 1          | Wynik | Drużyna 2          | Sety                              |
| ---------- | ------------------ | ----- | ------------------ | --------------------------------- |
| 29.03.2014 | MKS Banimex Będzin | 3:0   | KPS Siedlce        | 25:22, 25:14, 27:25               |
| 30.03.2014 | MKS Banimex Będzin | 2:3   | KPS Siedlce        | 25:23, 25:23, 21:25, 23:25, 11:15 |
| 12.04.2014 | KPS Siedlce        | 3:1   | MKS Banimex Będzin | 35:33, 23:25, 25:22, 25:17        |
| 13.04.2014 | KPS Siedlce        | 3:0   | MKS Banimex Będzin | 25:21, 25:22, 25:22               |
|            |                    |       |                    |                                   |
| 29.03.2014 | MKS Cuprum Lubin   | 2:3   | Camper Wyszków     | 21:25, 25:14, 25:21, 17:25, 11:15 |
| 30.03.2014 | MKS Cuprum Lubin   | 3:0   | Camper Wyszków     | 26:24, 25:18, 25:22               |
| 11.04.2014 | Camper Wyszków     | 3:1   | MKS Cuprum Lubin   | 25:23, 25:27, 25:23, 25:21        |
| 12.04.2014 | Camper Wyszków     | 1:3   | MKS Cuprum Lubin   | 19:25, 25:20, 31:33, 17:25        |
| 16.04.2014 | MKS Cuprum Lubin   | 1:3   | Camper Wyszków     | 23:25, 25:22, 17:25, 19:25        |

#### O 3. miejsce
(do 3 zwycięstw)
| Data       | Drużyna 1          | Wynik | Drużyna 2          | Sety                             |
| ---------- | ------------------ | ----- | ------------------ | -------------------------------- |
| 26.04.2014 | MKS Banimex Będzin | 0:3   | MKS Cuprum Lubin   | 23:25, 18:25, 20:25              |
| 27.04.2014 | MKS Banimex Będzin | 3:2   | MKS Cuprum Lubin   | 25:17, 25:20, 18:25, 21:25, 15:8 |
| 03.05.2014 | MKS Cuprum Lubin   | 3:0   | MKS Banimex Będzin | 27:25, 25:20, 25:21              |
| 04.05.2014 | MKS Cuprum Lubin   | 3:2   | MKS Banimex Będzin | 25:12, 26:28, 25:16, 25:27, 15:7 |

#### Finał
(do 3 zwycięstw)
| Data       | Drużyna 1      | Wynik | Drużyna 2      | Sety                              |
| ---------- | -------------- | ----- | -------------- | --------------------------------- |
| 26.04.2014 | Camper Wyszków | 2:3   | KPS Siedlce    | 20:25, 25:22, 25:22, 24:26, 11:15 |
| 27.04.2014 | Camper Wyszków | 3:0   | KPS Siedlce    | 25:20, 25:23, 25:13               |
| 03.05.2014 | KPS Siedlce    | 0:3   | Camper Wyszków | 20:25, 19:25, 18:25               |
| 04.05.2014 | KPS Siedlce    | 3:1   | Camper Wyszków | 25:22, 15:25, 25:18, 25:21        |
| 07.05.2014 | Camper Wyszków | 3:0   | KPS Siedlce    | 25:18, 25:20, 25:20               |

### Play-out
(do 3 zwycięstw)
| Data       | Drużyna 1        | Wynik | Drużyna 2        | Sety                       |
| ---------- | ---------------- | ----- | ---------------- | -------------------------- |
| 08.03.2014 | AGH 100RK Kraków | 0:3   | TKS Nascon Tychy | 26:28, 28:30, 22:25        |
| 09.03.2014 | AGH 100RK Kraków | 1:3   | TKS Nascon Tychy | 25:22, 23:25, 21:25, 13:25 |
| 15.03.2014 | TKS Nascon Tychy | 1:3   | AGH 100RK Kraków | 25:18, 21:25, 20:25, 20:25 |
| 15.03.2014 | TKS Nascon Tychy | 3:1   | AGH 100RK Kraków | 25:20, 25:23, 19:25, 26:24 |
|            |                  |       |                  |                            |
| 08.03.2014 | Avia Świdnik     | 3:0   | Kęczanin Kęty    | 25:15, 25:22, 26:24        |
| 09.03.2014 | Avia Świdnik     | 3:0   | Kęczanin Kęty    | 25:19, 25:18, 25:23        |
| 15.03.2014 | Kęczanin Kęty    | 1:3   | Avia Świdnik     | 26:28, 21:25, 25:23, 21:25 |

## Klasyfikacja końcowa
| Lp. | Drużyna                 |
| --- | ----------------------- |
| 1   | Camper Wyszków          |
| 2   | KPS Siedlce             |
| 3   | Cuprum Lubin            |
| 4   | MKS Banimex Będzin      |
| 5   | Ślepsk Suwałki          |
| 6   | AZS PWSZ Stal Nysa      |
| 7   | Krispol Września        |
| 8   | Energa Pekpol Ostrołęka |
| 9   | ASPS Avia Świdnik       |
| 10  | TKS Nascon Tychy        |
| 11  | AGH 100RK Kraków        |
| 12  | UMKS Kęczanin Kęty      |

     Mistrz I ligi
     spadek do II ligi

## Składy
| Nr | Imię i Nazwisko     | Pozycja      |
| -- | ------------------- | ------------ |
| 1  | Łukasz Łapszyński   | przyjmujący  |
| 2  | Ondřej Boula        | rozgrywający |
| 3  | Krzysztof Antosik   | rozgrywający |
| 4  | Michał Białecki     | przyjmujący  |
| 5  | Adam Michalski      | środkowy     |
| 6  | Peter Kašper        | środkowy     |
| 7  | Maciej Gorzkiewicz  | rozgrywający |
| 9  | Łukasz Kadziewicz   | środkowy     |
| 10 | Marcin Kozar        | przyjmujący  |
| 11 | Damian Dykas        | atakujący    |
| 12 | Bartosz Węgrzyn     | środkowy     |
| 13 | Szymon Romać        | przyjmujący  |
| 14 | Paweł Siezieniewski | atakujący    |
| 17 | Marcin Kryś         | libero       |
| 18 | Maciej Kordysz      | przyjmujący  |
|    | Paweł Szabelski     | trener       |

| Nr | Imię i Nazwisko      | Pozycja      |
| -- | -------------------- | ------------ |
| 1  | Grzegorz Pietkiewicz | rozgrywający |
| 3  | Michał Przybylski    | przyjmujący  |
| 4  | Kamil Obrębski       | rozgrywający |
| 6  | Jakub Kowalczyk      | środkowy     |
| 7  | Maciej Krzywiecki    | przyjmujący  |
| 8  | Grzegorz Białek      | przyjmujący  |
| 11 | Karol Szczygielski   | środkowy     |
| 16 | Łukasz Owczarz       | atakujący    |
| 17 | Damian Boruch        | środkowy     |
| 18 | Adrian Mihułka       | libero       |
|    | Andrzej Dudziec      | trener       |

| Nr | Imię i Nazwisko      | Pozycja      |
| -- | -------------------- | ------------ |
| 2  | Dominik Zalewski     | przyjmujący  |
| 3  | Łukasz Kaczorowski   | atakujący    |
| 4  | Maciej Główczyński   | środkowy     |
| 5  | Konrad Woroniecki    | rozgrywający |
| 6  | Paweł Pietkiewicz    | atakujący    |
| 7  | Sebastian Wójcik     | przyjmujący  |
| 8  | Waldemar Świrydowicz | środkowy     |
| 9  | Dariusz Szulik       | środkowy     |
| 10 | Jakub Urbanowicz     | przyjmujący  |
| 11 | Rafał Sokołowski     | środkowy     |
| 12 | Bartosz Zrajkowski   | rozgrywający |
| 13 | Tomasz Rutecki       | atakujący    |
| 16 | Jacek Obrębski       | libero       |
| 18 | Adrian Stańczak      | libero       |
|    | Jan Such             | trener       |

| Nr | Imię i Nazwisko     | Pozycja      |
| -- | ------------------- | ------------ |
| 1  | Dawid Żłobecki      | środkowy     |
| 2  | Mateusz Urbanowicz  | atakujący    |
| 3  | Michał Kocyłowski   | libero       |
| 4  | Jan Król            | atakujący    |
| 5  | Andrzej Stelmach    | rozgrywający |
| 6  | Maciej Wołosz       | przyjmujący  |
| 7  | Mariusz Gaca        | środkowy     |
| 8  | Jakub Oczko         | rozgrywający |
| 9  | Sebastian Warda     | środkowy     |
| 10 | Adrian Hunek        | środkowy     |
| 13 | Michał Żuk          | przyjmujący  |
| 14 | Grzegorz Wójtowicz  | przyjmujący  |
| 17 | Tomasz Tomczyk      | przyjmujący  |
| 16 | Marcin Mierzejewski | libero       |
|    | Damian Dacewicz     | trener       |

| Nr | Imię i Nazwisko        | Pozycja      |
| -- | ---------------------- | ------------ |
| 1  | Maciej Kałasz          | środkowy     |
| 2  | Benjamin Bell          | rozgrywający |
| 3  | Maciej Mendak          | libero       |
| 4  | Mariusz Schamlewski    | środkowy     |
| 5  | Krzysztof Modzelewski  | przyjmujący  |
| 6  | Michał Jutkiewicz      | atakujący    |
| 7  | Kamil Skrzypkowski     | przyjmujący  |
| 8  | Dmitrij Skoryj         | przyjmujący  |
| 9  | Krzysztof Andrzejewski | libero       |
| 10 | Łukasz Makowski        | rozgrywający |
| 11 | Tomasz Wasilewski      | środkowy     |
| 12 | Łukasz Rudzewicz       | środkowy     |
| 13 | Krystian Pachliński    | przyjmujący  |
| 14 | Jakub Peszko           | przyjmujący  |
| 15 | Wojciech Winnik        | atakujący    |
|    | Piotr Poskrobko        | trener       |

| Nr | Imię i Nazwisko      | Pozycja      |
| -- | -------------------- | ------------ |
| 1  | Mateusz Błasiak      | przyjmujący  |
| 2  | Jakub Gaweł          | przyjmujący  |
| 3  | Mateusz Zarankiewicz | atakujący    |
| 4  | Paweł Pietraszko     | środkowy     |
| 5  | Kacper Popik         | rozgrywający |
| 6  | Marcin Kantor        | przyjmujący  |
| 7  | Michał Mysera        | środkowy     |
| 8  | Piotr Janiak         | przyjmujący  |
| 9  | Jacek Faron          | środkowy     |
| 10 | Michał Toczko        | libero       |
| 11 | Jarosław Macionczyk  | rozgrywający |
| 12 | Jonasz Biegun        | atakujący    |
| 13 | Dariusz Kubica       | środkowy     |
| 14 | Arkadiusz Błasiak    | rozgrywający |
|    | Marek Błasiak        | trener       |

| Nr | Imię i Nazwisko   | Pozycja      |
| -- | ----------------- | ------------ |
| 1  | Tomasz Kowalski   | rozgrywający |
| 2  | Paweł Rejowski    | przyjmujący  |
| 5  | Piotr Milewski    | rozgrywający |
| 6  | Mariusz Pruski    | środkowy     |
| 7  | Damian Schulz     | atakujący    |
| 9  | Arkadiusz Żakieta | atakujący    |
| 11 | Mateusz Przybyła  | środkowy     |
| 14 | Radosław Zbierski | przyjmujący  |
| 15 | Karol Rawiak      | przyjmujący  |
| 16 | Tomasz Stańczuk   | środkowy     |
| 17 | Mateusz Jasiński  | przyjmujący  |
| 18 | Damian Sobczak    | libero       |
|    | Sławomir Gerymski | trener       |

| Nr | Imię i Nazwisko       | Pozycja      |
| -- | --------------------- | ------------ |
|    | Mateusz Biernat       | rozgrywający |
|    | Patryk Szczurek       | rozgrywający |
|    | Maciej Kęsicki        | atakujący    |
|    | Adrian Bocianowski    | atakujący    |
|    | Jarosław Stancelewski | środkowy     |
|    | Mateusz Nożewski      | środkowy     |
|    | Krzysztof Rejno       | środkowy     |
|    | Dawid Bułkowski       | przyjmujący  |
|    | Szymon Piórkowski     | przyjmujący  |
|    | Szymon Biniek         | przyjmujący  |
|    | Kamil Długosz         | przyjmujący  |
|    | Mateusz Piotrowski    | przyjmujący  |
|    | Krzysztof Wójcik      | trener       |

| Nr | Imię i Nazwisko      | Pozycja      |
| -- | -------------------- | ------------ |
| 2  | Jakub Guz            | przyjmujący  |
| 3  | Adrian Zalewski      | przyjmujący  |
| 4  | Michał Baranowski    | środkowy     |
| 6  | Marcin Kurek         | przyjmujący  |
| 9  | Wojciech Pawłowski   | atakujący    |
| 14 | Maciej Kołodziejczyk | przyjmujący  |
| 15 | Michał Stępień       | środkowy     |
| 16 | Daniel Szaniawski    | środkowy     |
|    | Jakub Peszko         | przyjmujący  |
|    | Kacper Gonciarz      | rozgrywający |
|    | Bartłomiej Misztal   | rozgrywający |
|    | Tomasz Głód          | libero       |
|    | Marcin Jarosz        | trener       |

| Nr | Imię i Nazwisko   | Pozycja      |
| -- | ----------------- | ------------ |
| 1  | Łukasz Roch       | środkowy     |
| 2  | Karol Kupisz      | środkowy     |
| 3  | Kamil Lewiński    | atakujący    |
| 5  | Jakub Nowosielski | rozgrywający |
| 6  | Damian Miller     | przyjmujący  |
| 7  | Robert Kiwior     | rozgrywający |
| 8  | Grzegorz Surma    | przyjmujący  |
| 11 | Jacek Pić         | przyjmujący  |
| 14 | Wiktor Macek      | środkowy     |
| 16 | Rafał Sobański    | przyjmujący  |
| 17 | Marcin Kozioł     | atakujący    |
| 18 | Emil Siewiorek    | libero       |
|    | Grzegorz Słaby    | trener       |

| Nr | Imię i Nazwisko      | Pozycja      |
| -- | -------------------- | ------------ |
|    | Łukasz Murdzia       | przyjmujący  |
|    | Łukasz Jurkojć       | rozgrywający |
|    | Marcin Iglewski      | atakujący    |
|    | Krystian Kempiński   | rozgrywający |
|    | Kacper Bielicki      | środkowy     |
|    | Jakub Rohnka         | przyjmujący  |
|    | Paweł Gajowczyk      | atakujący    |
|    | Witold Chwastyniak   | środkowy     |
|    | Robert Brzóstowicz   | środkowy     |
|    | Maciej Kurek         | przyjmujący  |
|    | Tomasz Narowski      | środkowy     |
|    | Wojciech Dziurkowski | przyjmujący  |
|    | Norbert Wardak       | libero       |
|    | Mateusz Iglewski     | libero       |
|    | Marek Jankowiak      | trener       |

| Nr | Imię i Nazwisko       | Pozycja      |
| -- | --------------------- | ------------ |
| 1  | Patryk Akala          | środkowy     |
| 2  | Jakub Kosiek          | rozgrywający |
| 4  | Adam Szałański        | rozgrywający |
| 5  | Gniewomir Krupczak    | środkowy     |
| 6  | Tomasz Obuchowicz     | środkowy     |
| 7  | Mateusz Kowalski      | przyjmujący  |
| 8  | Konrad Mucha          | środkowy     |
| 9  | Patryk Łaba           | przyjmujący  |
| 10 | Krzysztof Ferek       | atakujący    |
| 11 | Michał Dzierwa        | atakujący    |
| 13 | Bartosz Luks          | libero       |
| 15 | Kamil Dembiec         | libero       |
| 16 | Karol Galiński        | przyjmujący  |
| 17 | Grzegorz Szumielewicz | przyjmujący  |
| 18 | Adam Stolarczyk       | przyjmujący  |
|    | Jacek Litwin          | tremer       |